# 楊選 (播州)
楊選（？—？），字簡夫，第11任播州土司，其活躍年代位於北宋末年至南宋初年。
楊選是前任土司楊惟聰之子，他繼承父親的土司之位。剛剛繼位之時，正值北宋滅亡的靖康之恥，宋高宗南渡建立南宋。楊選希望能夠幫助宋朝恢復北方的江山，因此勸課農桑、積極練兵，隨時等待宋朝的徵調。
楊選性格喜歡讀書，選擇名師為兒子教授儒家經書。一但聽說有各地的賢德之人，便重金聘請他們前來播州。在位期間，播州文教十分繁榮。
楊選共生有十三個兒子，其中楊軫、楊軾最有才能。後來楊軫繼承了他的土司之位。